# تونی هاک
 تونی هاک (انگلیسی: Tony Hawk؛ زادهٔ ۱۲ مهٔ ۱۹۶۸) یک کارآفرین اهل ایالات متحده آمریکا است. وی بازیگر و ورزشکار حرفه‌ای اسکیت‌بوردینگ است.
او در فیلم مکعب درخشان بازی کرده است.